# 富士詣り
富士詣り（ふじまいり）は古典落語の演目。別題に五合目（ごごうめ）。富士講で富士山に登った男たちが各々の罪を告白するという滑稽噺。

## あらすじ
江戸時代、富士山岳信仰から、陰暦6月に仲間たちと富士山に登り、山頂の富士権現社に参詣する富士講という登山旅行が流行った。
ある江戸っ子たちも長屋の仲間同士で富士講を始め、六根清浄などと唱えながら、朝早くから登り始めるが、半分あたりまで登ったところで休憩に入る。すると急に天気が崩れた。罪を犯した者がいるせいだという話になり、各々の罪を白状することになる。しかし、湯屋で人の下駄を履いて帰っただの、立ち食いそば屋でサバを読んだなど、下らないものしか出てこない。やがて仲間の熊五郎が人妻との情事を明かして場が盛り上がるが、その旦那が仲間内におり、喧嘩になる。
天気も回復し、登山を再開しようとすると、初めて富士に来たという男の顔が真っ青になっている。それを見た一人が「ああ、初山で酔ったようだな」と言うと、別人が言う。
「そりゃしょうがねえ、ちょうどここが五合目だ」

### サゲの解説
山で酔うは高山病のことである。これに対し、五合目で返すのは、登山の工程の単位である合目（あわせめ）に、酒の五合目を掛けている。